# Joseph Parker
Joseph Dennis Parker (Auckland, Nueva Zelanda, 9 de enero de 1992) es un boxeador neozelandés. Fue campeón de peso pesado de la WBO, habiendo ostentado el título desde 2016 hasta 2018 cuando cayó ante Anthony Joshua. Anteriormente tuvo múltiples campeonatos regionales de peso pesado, incluidos los títulos de la OMB Oriental, África y Oceanía; así como los títulos de PABA, OPBF y Nueva Zelanda. Como amateur, representó a Nueva Zelanda en los Juegos de la Mancomunidad 2010 en la división de peso superpesado, y se perdió por poco la calificación para los Juegos Olímpicos de 2012.
Parker se convirtió en profesional en julio de 2012 con Duco Events en Auckland, bajo la tutela de Sir Bob Jones. Después de derrotar a Andy Ruiz por el título de la WBO, Parker se convirtió en el primer boxeador de peso pesado de Nueva Zelanda o las Islas del Pacífico en ganar un gran campeonato mundial. A partir de septiembre de 2017, es clasificado como el cuarto mejor peso pesado activo del mundo por la Junta de Rankings de Boxeo Transnacional, y sexto mejor por la revista The Ring y BoxRec. A partir de noviembre de 2017, Parker tiene la vigésima racha de títulos combinados más larga en la historia moderna del boxeo en 3 peleas por el título.

## Biografía
Joseph Parker nació en el sur de Auckland el 9 de enero de 1992. Creció y se crio en el gran suburbio de Māngere en Auckland, donde asistió a Marcellin College. El boxeo había sido parte de la vida de Parker desde su primera infancia después de ser presentado por primera vez a la temprana edad de tres años. Su padre, quien lleva el nombre del legendario boxeador estadounidense Jack Dempsey, trajo muchos accesorios de boxeo y juguetes para él y sus hermanos. Su padre también tenía un saco de boxeo y toallas en casa y solía entrenar a Joseph y a su hermano menor. Cuando tenía diez años, se unió al Papatoetoe Boxing Club para perseguir y aprender más sobre el deporte. Fue entrenado por Grant Arkell y el exboxeador Manny Santos. Cuando Parker crecía, admiraba a David Tua y Maselino Masoe, que eran de la misma área que él. Parker es el niño del medio; él tiene una hermana mayor, Elizabeth, y un hermano menor, John, que actualmente es boxeador profesional. Él es de origen predominantemente samoano, con sus raíces ancestrales que se remontan a la Faleula Village en la isla principal de Upolu, de donde proviene su madre. Ambos padres emigraron a Nueva Zelanda desde Samoa a principios de los años ochenta. Parker también proviene de una familia religiosa, perteneciente a La Iglesia de Jesucristo de los Santos de los Últimos Días.

## Carrera profesional

### Contención del título
Se confirmó que Parker y Carlos Takam pelearían el 21 de mayo de 2016 en una eliminatoria de peso pesado de la FIB. El ganador deberá pelear por el título mundial contra el campeón reinante, Anthony Joshua de Gran Bretaña. Antes de que se anunciara la pelea, Parker y sus cuidadores evitaron en dos ocasiones pelear contra Takam el año anterior debido al riesgo involucrado. La pelea se llevó a cabo con Parker ganando una decisión unánime después de doce rondas, frente a una multitud vocal en casa en el Centro de Eventos Vodafone de South Auckland en Nueva Zelanda. Dos jueces lo anotaron 116-112 y uno a 115-113. Takam fue superado en gran medida por Parker, y ninguno lanzó muchos golpes para asegurar las rondas.
El contrato de la pelea de Parker contra Solomon Haumono finalmente se firmó el 23 de mayo de 2016. Este enfrentamiento tardó mucho tiempo en gestarse, y ambos mostraron interés en pelear entre ellos en el pasado. Los títulos pesados de Haumono en la WBA Oceanía y PABA estaban inicialmente en juego. Fue publicitado como un resentimiento de Trans-Tasman con la posición obligatoria de peso pesado mundial de la FIB de Parker en la línea que atrajo la atención de los medios y el público australianos. Previo a la pelea Parker predijo que necesitaría las rondas formativas de doce para hacerse una idea y una vez que encontró su rango, un Haumono cansado estaba visiblemente luchando antes de ser derribado por un uppercut derecho y no pudo vencer el conteo del árbitro Bruce McTavish, siendo otra victoria rutinaria para Parker a través de un nocaut en el cuarto asalto. Parker estaba en control desde el inicio de la campana e hizo su primera incursión en el tercero cuando conectó derecha e izquierda a la cabeza de Haumono, aunque respondió lanzando a Parker en la mandíbula, un golpe que fue quitado. Haumono pensó que había superado el conteo y estaba en condiciones de continuar, aunque era solo cuestión de tiempo antes de que Parker terminara su proceso ante una multitud de 5.500 espectadores.
El equipo de Parker hizo el anuncio de la pelea de Parker el 1 de octubre a finales de julio contra el alemán ucraniano Alexander Dimitrenko en una pelea de 12 asaltos en el Vodafone Events Center en Manukau, el mismo lugar donde Parker aseguró una victoria por puntos sobre Carlos Takam para asegurar el Posición obligatoria número uno de la FIB en mayo. El entrenador Kevin Barry comentó que la pelea de Dimitrenko fue una preparación para su eventual pelea por el título de peso pesado con Anthony Joshua. Dimitrenko tenía un respetable récord de 38-2, con esas dos derrotas contra su única y genuina oposición de primera clase; Kubrat Pulev en 2012 y Eddie Chambers en 2009. Parker comenzó fuerte golpeando a Dimitrenko en la primera ronda. Luego usó su velocidad en la ronda dos y derribó a Dimitrenko dos veces siguiendo la mano derecha. Dimitrenko fue derribado por última vez en la tercera ronda; mientras caía, Parker golpeó otro golpe al cuerpo, que el árbitro pareció errar. La pelea se suspendió 1 minuto y 36 segundos en la ronda tres.

### Campeón de peso pesado de la OMB

#### Parker vs. Ruiz
A finales de octubre, la pelea por el título de Parker contra Andy Ruiz había sido sancionada oficialmente por la OMB. La organización había otorgado permiso a Parker para pelear contra Ruiz por su cinturón con su comité de campeonato votando por unanimidad a favor de la pelea por el título. El cinturón fue dejado vacante por Tyson Fury, quien estaba luchando contra la depresión y las drogas y no había peleado desde noviembre de 2015 después de derrotar a [Wladimir Klitschko]] por los títulos de la WBA, la FIB y la OMB. Aunque el presidente de la OMB, Francisco Varcarcel, dijo que prefería establecer una caja de cuatro hombres para el título vacante que involucraba a los cuatro principales contendientes disponibles para su cinturón, pero había seguido el camino de su propio libro de reglas que daba el número uno Parker los primeros derechos para desafiar. Con el segundo clasificado Klitschko apuntando al cinturón de la AMB, despejó el camino para que el número tres Ruiz se aliente contra Parker.
Las discusiones y las negociaciones comenzaron después de que se esperaba que Fury fuera despojado de su cinturón de la OMB por inactividad y dar positivo por cocaína. Con su anuncio repentino de que renunciaría a sus diversos cinturones de título mundial de peso pesado debido a sus problemas con varios problemas, no estaba claro exactamente cómo la OMB y la AMB cubrirían las vacantes. Pero antes de que Fury abandonara el lugar, el promotor de Duco Events, Dean Lonergan, anunció a principios de octubre que había estado negociando una pelea por el título alternativo de la OMB contra Andy Ruiz, sugiriendo que tenía posibilidades de llegar a un acuerdo con Bob Arum. Señaló que las reglas de la OMB establecen que los dos contendientes mejor clasificados desafiarán por el título. Arum dijo a ESPN.com que estaba en conversaciones con la OMB para llegar al título vacante. También dijo que su experiencia con Parker y su equipo hasta ahora ha sido un placer.
Parker se convirtió en el primer boxeador de peso pesado de Nueva Zelanda en ganar un título mundial al ganar por decisión de la mayoría. Dos de los jueces anotaron 115-113 a favor de Parker, ya que el tercer juez anotó un empate de 114-114. Parker dijo que fue un sueño hecho realidad. Ruiz comenzó como el mejor boxeador y fue el principal agresor durante toda la pelea. Parker aceleró el ritmo en las rondas del medio ganando la mayoría de ellos, pero Ruiz volvió a la pelea durante las rondas del campeonato. Ambos boxeadores mostraron gran respeto mutuo durante la pelea. Ruiz habló de su infelicidad diciendo que sentía que había ganado la pelea o que incluso merecía un empate y quería una revancha. Parker estaba a favor de una revancha en el futuro, sin embargo el 29 de diciembre, David Higgins de Duco, lo descartó.

#### Parker vs. Cojanu
En diciembre de 2016, David Haye se convirtió en retador obligatorio del título mundial de Parker, sin embargo, eligió pelear contra el peso crucero Tony Bellew en un combate de renombre de peso pesado en PPV. Esto empujó a Hughie Fury a ser el siguiente en la lista para una oportunidad por el título. A medida que crecía la especulación, la confirmación de la pelea entre Parker y Fury se hizo más estrecha después de que el promotor Frank Warren indicó que anunciaría detalles de una pelea en la próxima semana. Después de que no se llegó a un acuerdo entre los dos luchadores promotores, la OMB ordenó que se llevara a cabo una puja en sus oficinas en Puerto Rico la semana siguiente, y el adjudicatario ganó los derechos para elegir el lugar y la fecha. Los promotores de Parker en Duco Events ganaron la oferta de la bolsa con una oferta ganadora de USD $3,000,011, anunciando la fecha establecida para el 1 de abril en Auckland, Nueva Zelanda.
La OMB le había dicho a Duco Events que podría elegir una defensa voluntaria dentro de los mejores 15 peleadores de la organización después de la controversial retirada de Hughie Fury. Dominic Breazeale, el estadounidense, ocupó el sexto lugar en la OMB y anunció en las redes sociales sus intereses en la lucha contra Parker por aviso tardío. La especulación también creció que el número 14 clasificado, Răzvan Cojanu de Rumania sería el reemplazo de Parker. Cojanu estuvo involucrado en su campo de entrenamiento en Las Vegas hacia la pelea. El campeón del CMB, Deontay Wilder, también convocó a Parker para una pelea de unificación, mientras que el primo de Fury, Tyson, el atribulado ex campeón, dijo que estaría dispuesto a saltar al ring. Al día siguiente, se confirmó que Cojanu reemplazaría a Fury para desafiar a Parker por el cinturón de peso pesado de la OMB. También se informó que la pelea se cambiaría de Spark Arena al Vodafone Events Center en Manukau.
Parker estaba decidido a hacer una declaración, pero no pudo hacerlo cuando abandonó su campaña en Nueva Zelanda en una convincente decisión unánime. Parker superó a Cojanu en su primera defensa de su título mundial de peso pesado. Los jueces anotaron 119-108, 117-110, 117-110 en una pelea donde Cojanu se burló de él repetidas veces. El árbitro estadounidense Mike Ortega dedujo un punto contra Cojanu en el cuarto asalto debido a que presionó repetidas veces contra el cuello de Parker durante los remaches. Parker admitió más tarde que tuvo problemas para conectarse con Cojanu. Pero la capacidad de Parker para mantenerse disciplinado en una pelea que incluyó charlas de basura, codos voladores y agarraderas le dio la victoria cómodamente. Después de la pelea, Parker dijo: "Todos pueden ver por qué traemos a Razvan al campamento, buscamos lo mejor". Esto fue dicho como elogio, ya que Cojanu trabajó previamente con Parker como compañero de entrenamiento.
Después de su primera defensa, Parker recibió una gran crítica por su actuación en la que muchos luchadores afirmaron que noquearían a Parker, dos de los cuales eran boxeadores británicos, Tony Bellew y Dillian Whyte. Whyte dijo que no estaba impresionado con la actuación de Parker y que quería enfrentarse cara a cara con él más adelante en el año. Bellew, arremetió contra Parker en las redes sociales, diciendo que podría terminar el reinado de Parker como campeón muy rápidamente. Mientras que Whyte respondió los comentarios de Bellew, diciendo que debe esperar en la fila.

#### Parker vs. Fury
Parker retuvo su título mundial en la noche de la pelea. La pelea fue a la distancia de 12 asaltos, con dos jueces que anotaron la pelea 118-110 a favor de Parker y el tercer juez lo tuvo 114-114, otorgando a Parker la victoria por decisión mayoritaria. Parker mostró respeto a Fury durante toda la pelea, teniendo que superar el jab de Fury para poder aterrizar cualquier cosa. En las primeras seis rondas vio a Fury lanzar su jab en el aire, lo que hizo que Parker pensara dos veces antes de atacar. Parker comenzó a encontrar sus tiros en la segunda mitad. Parker terminó fuerte en las últimas dos rondas cuando Fury comenzó a mostrar signos de fatiga. En la pelea posterior, Parker dijo: "Sentí que la agresión era buena de mi lado. Era realmente incómodo y su movimiento era bueno, pero lo atrapé con los golpes más duros que sentí". A Fury le pagaron £ 750,000, mientras que Parker se llevó a casa £ 1.1 millones.
El promotor Mick Hennessy, al igual que el resto del campamento de Fury, estaba disgustado con los amplios cuadros de mando, "Esto es corrupción en su nivel más alto en el boxeo. Pensé que era una clase magistral absoluta, sombras de Ali. Una de las peores decisiones que he visto en mi vida". Dijo que apelaría la decisión. El vicepresidente de la OMB, John Duggan, respaldó la decisión de tener a Parker como ganador. Dejó en claro que el resultado no sería investigado o volcado.

#### Parker vs. Joshua
El 7 de noviembre, se informó que el boxeador australiano Lucas Browne había firmado un acuerdo para desafiar a Parker por su título de la OMB. Las ubicaciones discutidas fueron la ciudad natal de Parker, Auckland o Melbourne en Australia. El promotor de Browne, Matt Clark, declaró que Browne había firmado el contrato y ahora estaba esperando que Parker firmara el acuerdo. En ese momento, Browne no figuraba entre los primeros 15 en los rankings de la OMB, lo que significa que tendría que luchar por un título regional de la OMB para obtener el puesto. Más tarde se informó que el equipo de Parker consideraba a Browne como un posible enfrentamiento si no conseguían una pelea de unificación con el campeón de peso pesado WBA, IBF e IBO Anthony Joshua (20-0, 20 KOs). Según Higgins, una fecha en marzo se estaba discutiendo con el equipo de Joshua, sin embargo, Eddie Hearn, promotor de Joshua, ofreció una división de 80-20, lo que favorecería a Joshua. Higgins habló con Fairfax Media, diciendo que la oferta debería ser más razonable, teniendo en cuenta que la pelea se llevaría a cabo en el Reino Unido.
Otros nombres sobre la mesa para una pelea en verano de 2018 fueron los de Bryant Jennings y Alexander Povetkin. Según un tuit de Parker el 15 de noviembre, le ofrecieron menos de la mitad de lo que le pagaron a Charles Martin cuando defendió su título de la FIB contra Joshua. Al día siguiente, Higgins le dijo a Fairfax Media que él y Hearn todavía estaban hablando de un acuerdo que beneficiaría a todas las partes. Parker declaró que estaba dispuesto a caer al 35% de la ganancia neta. Higgins hizo una oferta final a Eddie Hearn el 22 de noviembre. Le dijo a Sky Sports: "Es nuestra última decisión final. Sentimos que cualquier cosa menos es irrespetuoso o una desgracia". 
El 29 de noviembre, Hearn declaró que la pelea podría confirmarse dentro de dos semanas. Higgins mencionó el Camp Nou como el lugar potencial. Según Hearn, el 11 de diciembre, un acuerdo estaba a punto de ser anunciado con el Principality Stadium como favorito para organizar la pelea. Hearn dijo en broma que estaban pagando en exceso a Parker, con un trato de 65-35. El 28 de diciembre, Higgins anunció que se había acordado una división en la que Parker ganaría entre 30-35% de la bolsa y la pelea debería llevarse a cabo en abril de 2018. Higgins declaró que Joshua tendría una cláusula de revancha, en el caso de que él perdiera. En una posible revancha, Parker obtendría una división del 55%. El 8 de enero de 2018, se confirmó que el estadio del principado en Cardiff era la sede de la pelea. El 14 de enero, las negociaciones llegaron a su fin y la pelea se anunció oficialmente para llevarse a cabo el 31 de marzo en Cardiff, en vivo en la taquilla de Sky Sports.

## Récord profesional
| 35 Victorias (23 KOs), 3 Derrotas |        |                           |      |               |            |                                               | |
| Res.                              | Récord | Oponente                  | Tipo | Rd., Tiempo   | Fecha      | Localidad                                     | Notas |
| G                                 | 35–3   | Zhang Zhilei              | MD   | 12            | 08/03/2024 | Kingdom Arena, Riyadh, Arabia Saudita         | Gana el título vacante interino de peso pesado del WBO.                                                                  |
| G                                 | 34–3   | Deontay Wilder            | UD   | 12            | 23/12/2023 | Kingdom Arena, Riyadh, Arabia Saudita         | Retuvo el título Intercontinental de peso pesado de la WBO. Gana el título Internacional vacante de peso pesado del WBC. |
| G                                 | 33–3   | Simon Kean                | KO   | 3 (10), 2:04  | 28/10/2023 | Kingdom Arena, Riyadh, Arabia Saudita         | Gana los títulos IBF y WBO Intercontinental del peso pesado.                                                             |
| G                                 | 32–3   | Faiga Opelu               | TKO  | 1 (10), 1:29  | 24/05/2023 | Margaret Court Arena, Melbourne, Australia    | |
| G                                 | 31–3   | Jack Massey               | UD   | 10            | 21/01/2023 | Manchester Arena, Manchester                  | |
| D                                 | 30–3   | Joe Joyce                 | KO   | 11 (12), 1:03 | 24/09/2022 | Manchester Arena, Manchester                  | Por el título mundial interino de la WBO del peso pesado.                                                                |
| G                                 | 30–2   | Derek Chisora             | UD   | 12            | 18/12/2021 | Manchester Arena, Manchester                  | Retiene el título WBO Intercontinental del peso pesado.                                                                  |
| G                                 | 29–2   | Derek Chisora             | SD   | 12            | 01/05/2021 | AO Arena, Manchester                          | Gana el título vacante WBO Intercontinental del peso pesado.                                                             |
| G                                 | 28–2   | Junior Fa                 | UD   | 12            | 27/02/2021 | Spark Arena, Auckland, Nueva Zelanda          | Gana el título vacante WBO Oriental del peso pesado.                                                                     |
| G                                 | 27–2   | Shawndell Terell Winters  | TKO  | 5 (10), 2:40  | 29/02/2020 | The Ford Center at The Star, Frisco           | |
| G                                 | 26–2   | Alex Leapai               | TKO  | 10 (12), 2:18 | 29/06/2019 | Dunkin Donuts Center, Providence              | |
| G                                 | 25–2   | Alexander Flores          | KO   | 3 (12), 2:51  | 15/12/2018 | Horncastle Arena, Christchurch, Nueva Zelanda | |
| D                                 | 24–2   | Dillian Whyte             | UD   | 12            | 28/07/2018 | The O2 Arena, Londres                         | |
| D                                 | 24–1   | Anthony Joshua            | UD   | 12            | 31/03/2018 | Principality Stadium, Cardiff, Wales          | Pierde (WBO Pesado). Por (Super WBA, IBF y IBO Pesado).                                                                  |
| G                                 | 24–0   | Hughie Fury               | MD   | 12            | 23/09/2017 | Manchester Arena, Manchester                  | Retiene el título mundial de la WBO del peso pesado.                                                                     |
| G                                 | 23–0   | Răzvan Cojanu             | UD   | 12            | 06/05/2017 | Vodafone Events Centre, Auckland              | Retiene el título mundial de la WBO del peso pesado.                                                                     |
| G                                 | 22–0   | Andy Ruiz                 | MD   | 12            | 10/12/2016 | Vector Arena, Auckland                        | Gana el vacante título mundial de la WBO del peso pesado.                                                                |
| G                                 | 21–0   | Alexander Dimitrenko      | KO   | 3 (12), 1:38  | 01/10/2016 | Vodafone Events Centre, Auckland              | Retiene el título WBO Oriental del peso pesado.                                                                          |
| G                                 | 20–0   | Solomon Haumono           | TKO  | 4 (12), 1:35  | 21/07/2016 | Horncastle Arena, Christchurch                | Retiene el título OPBF y WBO Oriental del peso pesado.                                                                   |
| G                                 | 19–0   | Carlos Takam              | UD   | 12            | 21/05/2016 | Vodafone Events Centre, Auckland              | |
| G                                 | 18–0   | Jason Bergman             | TKO  | 8 (12), 1:02  | 23/01/2016 | Faleata Sports Complex, Apia, Samoa           | Retiene el título WBO Oriental del peso pesado.                                                                          |
| G                                 | 17–0   | Daniel Martz              | TKO  | 1 (12), 1:17  | 05/12/2015 | Claudelands Arena, Hamilton                   | Retiene el título WBO Oriental del peso pesado.                                                                          |
| G                                 | 16–0   | Kali Meehan               | TKO  | 3 (12), 1:00  | 15/10/2015 | The Trusts Arena, Auckland                    | |
| G                                 | 15–0   | Bowie Tupou               | KO   | 1 (12), 1:03  | 01/08/2015 | Stadium Southland, Invercargill               | |
| G                                 | 14–0   | Yakup Saglam              | KO   | 2 (12), 0:45  | 13/06/2015 | Arena Manawatu, Palmerston North              | |
| G                                 | 13–0   | Jason Pettaway            | TKO  | 4 (10), 0:48  | 05/03/2015 | Vodafone Events Centre, Auckland              | |
| G                                 | 12–0   | Irineu Beato Costa Junior | KO   | 4 (12), 0:31  | 06/12/2014 | Claudelands Arena, Hamilton                   | |
| G                                 | 11–0   | Sherman Williams          | UD   | 10            | 16/10/2014 | The Trusts Arena, Auckland                    | |
| G                                 | 10–0   | Keith Thompson            | TKO  | 3 (6), 2:41   | 09/08/2014 | Sands Casino Resort, Bethlehem, Pennsylvania  | |
| G                                 | 9–0    | Brian Minto               | RTD  | 7 (10), 3:00  | 05/07/2014 | Vodafone Events Centre, Auckland              | |
| G                                 | 8–0    | Marcelo Luiz Nascimento   | TKO  | 7 (10), 2:21  | 26/04/2014 | König Pilsener Arena, Oberhausen              | |
| G                                 | 7–0    | Afa Tatupu                | TKO  | 2 (10), 1:05  | 07/07/2012 | The Trusts Arena, Auckland                    | |
| G                                 | 6–0    | Francois Botha            | TKO  | 2 (8), 2:32   | 13/06/2013 | The Trusts Arena, Auckland                    | |
| G                                 | 5–0    | Brice Ritani-Coe          | UD   | 6             | 16/05/2013 | Hyatt Regency, Irvine, California             | |
| G                                 | 4–0    | Dontay Pati               | TKO  | 1 (6), 1:32   | 28/02/2013 | Hornby Working Men's Club, Christchurch       | |
| G                                 | 3–0    | Richard Tutaki            | TKO  | 3 (6), 0:59   | 15/12/2012 | The Trusts Arena, Auckland                    | |
| G                                 | 2–0    | Terry Tuteru              | KO   | 2 (4), 1:49   | 09/11/2012 | The Trusts Arena, Auckland                    | |
| G                                 | 1–0    | Dean Garmonsway           | TKO  | 2 (6), 1:49   | 05/07/2012 | SkyCity, Auckland                             | Debut profesional de Parker.                                                                                             |